# Ozero Bol'shoy Koshkol' (saltsjö i Kazakstan)
Ozero Bol'shoy Koshkol' (ryska: Ozero Bol’shoy Koshkol’) är en saltsjö i Kazakstan.   Den ligger i oblystet Nordkazakstan, i den norra delen av landet, 300 km nordväst om huvudstaden Astana. Arean är 22,8 kvadratkilometer.